# Attraktor
För andra betydelser, se Attraktor (olika betydelser).

Visuell representation av en attraktor.
Visualisering finns också som video.
Kod som kan producera dessa är tillgänglig.

En attraktor är inom studiet av dynamiska system en delmängd av systemets fasrum som systemet över tiden tenderar att begränsas till för vissa variationer av systemets startvärden och som systemets egen dynamik gör att det inte kan lämna . 
En attraktor kan illustreras med en kulas rörelse i en skål. Kulan kommer alltid att tendera att gå mot attraktorn, skålens mitt, så länge den inte har sådan hastighet och position att den kan lämna skålen.

## Definition
Låt t representera tid och låt f(t, •) vara en funktion som representerar dynamiken hos ett system, det vill säga om a är en n-dimensionell punkt i fasrummet som representerar systemets initiala tillstånd, då är f(0, a) = a och, för positiva t, f(t, a) är resultatet av detta tillstånds utveckling efter t tidsenheter.  Om till exempel systemet beskriver utvecklingen för en fri partikel i en dimension, är fasrummet R2-planet med koordinaterna (x, v), där x är partikelns position, v är dess hastighet, a = (x, v) och systemets utveckling ges av
{\displaystyle f(t,(x,v))=(x+tv,v)}
En attraktor är en delmängd A av fasrummet karaktäriserad av tre villkor:
- A är en invariant delgrupp under f:  om a är ett element i A tillhör även f(t,a) A, för alla t > 0
- Det existerar en omgivning till A, kallad attraktionsbassängen till A, vilken skrivs B(A) och består av alla punkter b som kommer att ”tillhöra A då t → ∞”. Mera formellt: B(A) är mängden av alla punkter b i fasrummet med egenskapen:

För varje öppen omgivning N till A, finns en positiv konstant T sådan att f(t,b) ∈ N for alla reella t > T
- Det finns ingen (icke-tom) delmängd av A som har de två föregående egenskaperna

Flera varianter av definitioner av attraktor existerar dock .

## Exempel

### Attraktionsbassäng

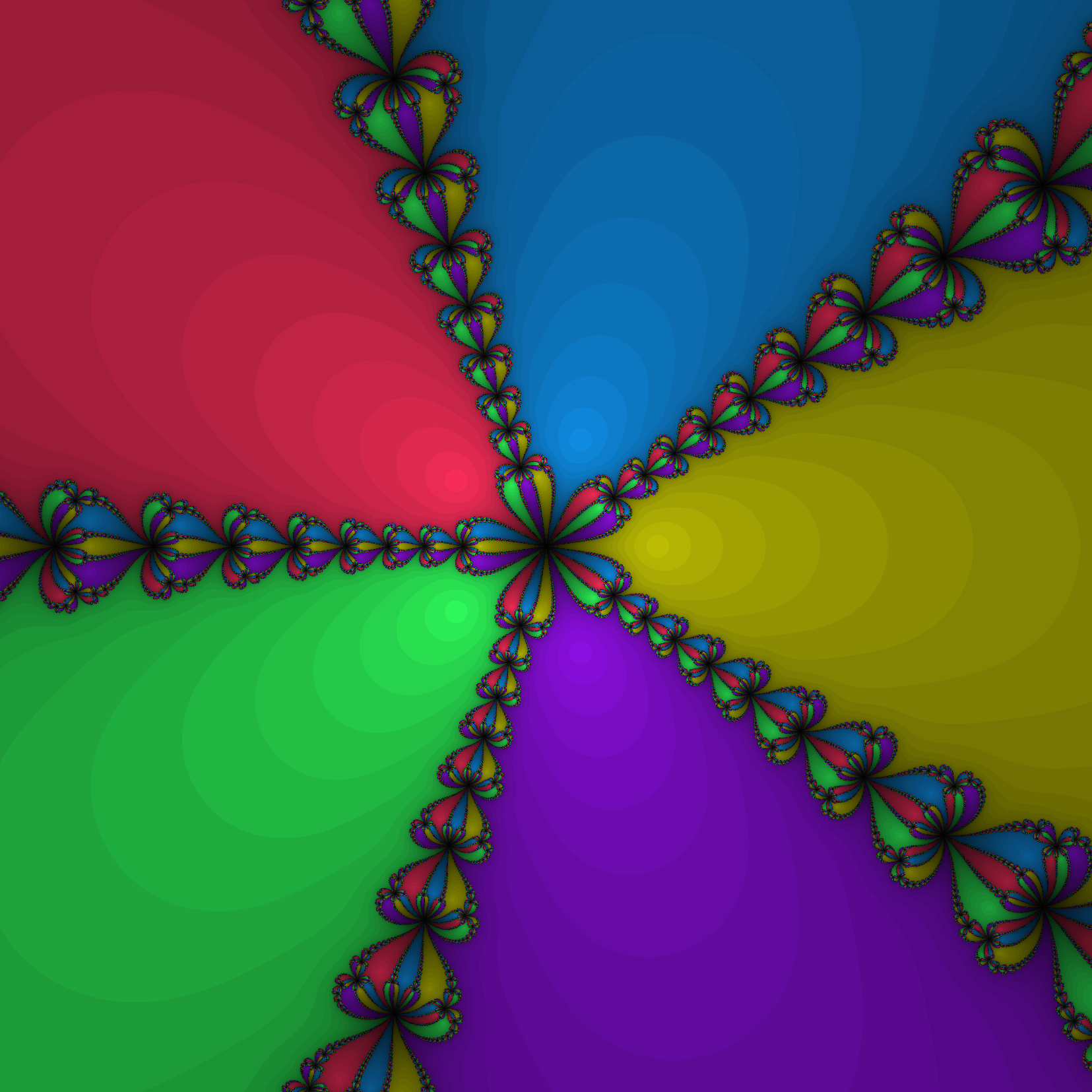
Attraktionsbassänger i det komplexa talplanet för Newtons metod för x^{5} - 1 = 0. Punkter i likafärgade områden leder till samma rot; mörkare punkter betyder att fler iterationer behövs för konvergens

En attraktionsbassäng är det område i fasrummet i ett dynamiskt system som leder till en attraktor. Om start sker i en attraktionsbassäng, kommer systemet så småningom godtyckligt nära attraktorn. Till varje attraktor hör en attraktionsbassäng; inom varje attraktionsbassäng kommer systemet att närma sig den attraktor som bassängen tillhör.
Newtons metod ger exempel på attraktionsbassänger där funktionens nollställen är systemets attraktorer.

### Attraktor
En attraktor kan beskrivas med hjälp av en planet och ett föremål som färdas genom rymden och påverkas av planetens gravitation. Föremålets hastighet och position kan ses som variablerna, medan en  kraschlandning är en attraktor, närmare bestämt att avståndet till planetens yta är noll och likaså hastigheten. Systemet kommer att utvecklas mot denna attraktor för vissa värden på hastighet och position. De möjliga kombinationer av position och hastighet som krävs för att föremålet når attraktorn är attraktionsbassängen.

### Användning
Attraktorer är av stor vikt när komplexa system skall beskrivas och används därför inom de fält som behandlar dynamiska system, exempelvis ekonomi, fysik och biologi. Attraktorn kan då användas för att förutse hur systemet kommer bete sig på sikt eller var utvecklingen kommer att stanna av.